# 中原 (北九州市)
中原（なかばる）は、福岡県北九州市戸畑区の地名および地域名。

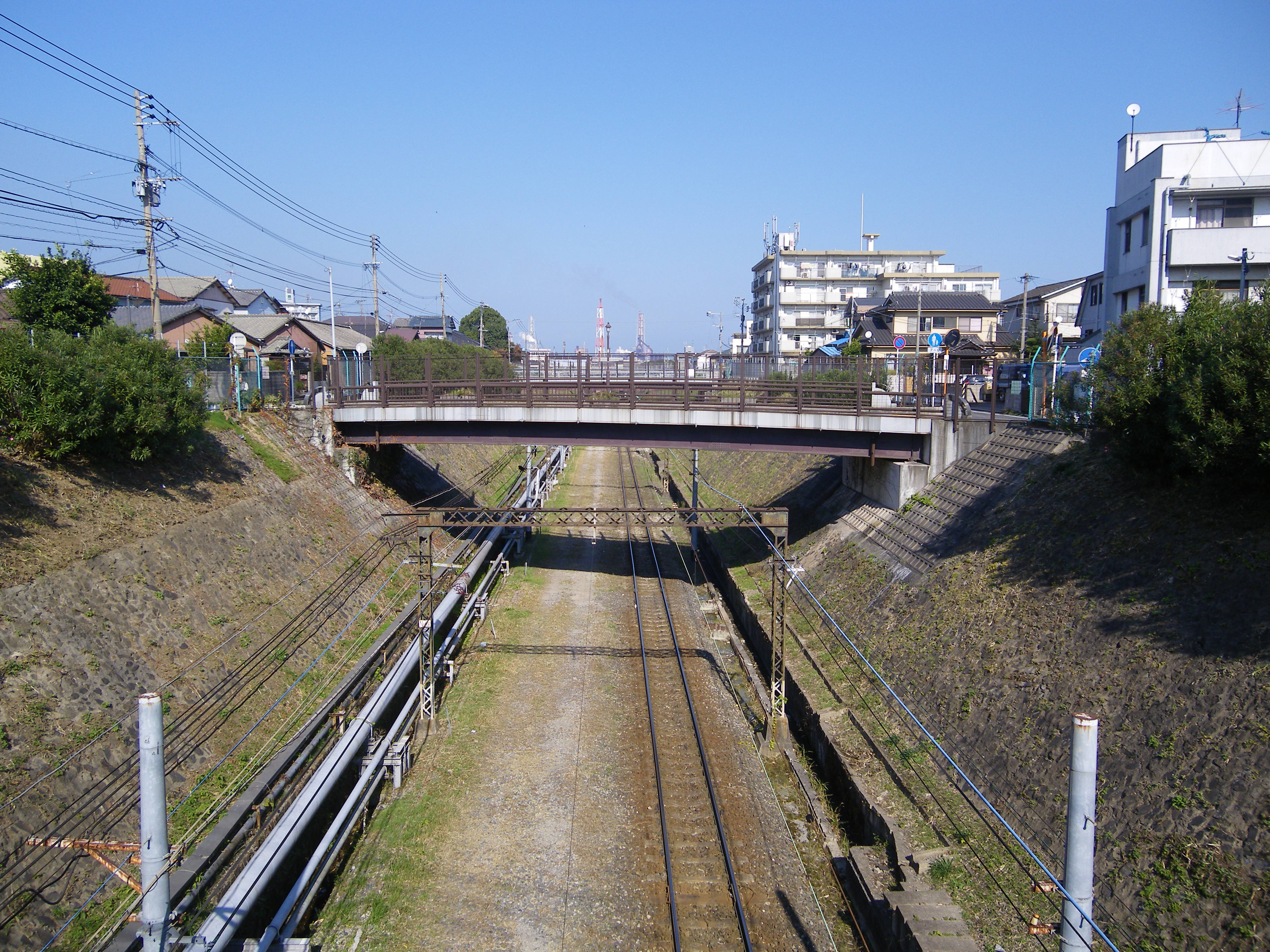
中原地区を南北に通るくろがね線

## 地理・概要
戸畑区市街地の北東部に位置しており、町名として中原東（1-4丁目）、中原西（1-3丁目）がある。また、北九州テクノパークの敷地は「中原新町」、名護屋岬を飲み込む形で造成された埋立地である日本製鉄九州製鉄所八幡地区（戸畑）等がある敷地は「大字中原」となっている。
小倉北区と隣接する市街地で、境川を挟んで小倉北区中井に接している。かつて筑前と豊前の境界であったこの川は、現在も戸畑区と小倉北区との境界として機能している。
東西に国道199号、鹿児島本線、北九州高速2号線が並行して通っている。地区の中央を新日鐵住金の専用線であるくろがね線が南北に通り、この線路を挟んで中原西と中原東に分かれている。また、中原地区の産土神であり、戸畑祇園大山笠の中原大山笠の拠点となっている中原八幡宮が中原東3丁目に鎮座する。なお、当地区を校区に含む北九州市立中原中学校（境川2丁目にある）の生徒によって戸畑祇園大山笠の小中山笠が運行されている。

## 沿革
かつてこの地は筑前国と豊前国の国境であり、「千畳敷」と呼ばれた広大な草原が広がっていたことから「中原」と名づけられたとされる。この平原は「小沢見野」（おぞみの）とも呼ばれ、「小杜若」という周辺にない植物が自生していたという。海岸には福岡藩によって松が植えられ、藍島や白島を望む風光明媚な景勝地であった。この海沿いの平原で、人々は農業や牛の放牧などをして暮らしていた。
しかし筑前側（遠賀郡、時代によって乙丸触、小石触、蜑住触、修多羅触に属した）にも豊前側（企救郡、今村手永に属した）にも「中原村」があり、境界が曖昧であったことからこの地はたびたび福岡、小倉両藩の国境紛争の材料（論地）となった。そこで福岡藩の郡奉行と小倉藩の郡代が博多で会談を行い、その結果境川と地域を通る古道を両藩の境界とすること、豊前側から筑前側に相手の領地に入って草刈りなどを行うときは通行料を納めることなどが決定されたが、その後も時折トラブルがあったという。
その後、筑前側の中原村は1889年（明治22年）4月1日に町村制施行により、遠賀郡戸畑村と合併し戸畑村の大字「中原」となった（その後戸畑町→戸畑市→北九州市戸畑区となる）。豊前側の中原村は企救郡中井村の一部となる。
かつて現在の鹿児島本線に沿って松並木と白浜の砂浜海岸があり、1922年（大正11年）には「中原海水浴場」が開設されたが、昭和初期頃より八幡製鐵所の敷地拡張に伴い埋め立てられ、砂浜海岸は消滅した。大正末期から昭和30年代にかけ、区画整理が順次行われ、市街地が形成されていった。
1985年（昭和60年）10月20日まで、西鉄北九州線（戸畑線、1912年（明治45年）7月1日開通）が通っており、地区内に「中原」・「工大前」電停があった（廃止後バス専用道路を経て一般道化）。

## 主な施設
- 北九州テクノパーク
  - 九州機械工業振興会
  - ゼンリンテクノセンター
- 北九州市立中原小学校
- 北九州市立中原市民センター
- 中原八幡宮

## 交通
- JR九州 九州工大前駅 - 1990年（平成2年）まで駅名は新中原駅（しんなかばるえき）であった。